# محمد حمد العسافي
محمد بن حمد العسافي التميمي (5 شعبان 1311 - 1397 هـ- 1893 - 1977 م) عالم دين مسلم سني عراقي من أهل بغداد، وأحد وجهاء علماء العراق وأعيانهم، أصله من نجد، تلقّى علوم الدين في مدارس بغداد الدينية، ومن شيوخه يحيى الوتري ويوسف الخانفوري الهندي وشيوخ من بيت الآلوسي ثم تلقى علوماً من شيوخ في البصرة والزبير بجنوب العراق مِن الشيخ محمد بن عبد الله بن عوجان، تلقى منه الفقه الحنبلي، ومن الشيخ محمد أمين الشنقيطي الزبيري، تلقى منه السيرة النبوية، وصار مُدرّساً في مدرسة عادلة خاتون ببغداد ومدرسة الرحمانية بالبصرة ومديراً لمدرسة دويحس بالزبير حين فُتحت بعد إغلاقها فقضى فيها سنتين أو ثلاثاً، وعُيّنَ واعظاً وخطيباً بجامع ذي المنارتين بالبصرة، جمع كتباً كثيرة حتى عظمت مكتبته فاشتملت على مخطوطات نادرة أهداها بعدئذٍ إلى مكتبة الشيخ عبد القادر الكيلاني ومن نوادر مكتبته كتاب بقلم الإمام أحمد بن حنبل، أصابه بلل حين ألقت التتر تراث المسلمين في نهر دجلة، كان العسافي من علماء العراق الذين تأثروا بالدعوة النجدية السلفية، وُلد في بغداد وتوفي فيها، وتركَ مكتبة أهداها ورَثَتُهُ إلى جامعة الإمام محمد بن سعود.

## أسرته
كان أبوه تاجراً بغدادياً من أسرة غنية، وكان لأسرته مجالس ثقافية في بغداد يحضرها العلماء والوجهاء، آل عسافي أسرة عربية عريقة النسب من عشيرة آل أبو علياّن من تميم ينتسبون إلى جدُّهم محمدٌ الملقب بالعسافي الذي هاجر مِن نجد واستوطنَ بغداد سنة 1250 هـ/ 1834 م، وُلد جدهم العسافي سنة 1220 هـ /1805 م وتوفي سنة 1310 هـ/1893 م وُدفن في مقبرة الشيخ معروف كان العسافي الجدُّ تاجراً مِسفاراً كثير السياحة وكان له مجلس في بيته بمحلة باب الآغا ببغداد وصار مقرّباً لأحد ولاة بغداد لكثرة خبرته بالبلدان، ثم خلَفه ابنُه صالح بن محمد العسافي فكان له مجلس مفتوح صباحاً حتى الظهر يحضره وجهاء بغداد، توفي صالح سنة 1335 هـ/1916 م، ثم خلَفه أخوه حمد بن محمد العسافي فكان له مجلس في محلة العاقولية برصافة بغداد ثم انتقل إلى مجلس آخر في محلة الميدان ببغداد وظل مجلسه مفتوحاً حتى انتقل إلى البصرة في شوال سنة 1327 هـ/1909 وتوفي فيها سنة 1332 هـ-1913 م ودُفن في ناحية الزبير العراقية، ثم خلَفه ابنه الشيخ محمد بن حمد بن محمد العسافي وإخوته الثلاثة عبد الله وعبد الصمد وعبد اللطيف، وأبناء أعمامه عبد الرحمن بن صالح العسافي وعبد العزيز العسافي المتوفى سنة 1945 الذي بُني على اسمه جامع في شارع الضباط بالأعظمية.

## كتبه
بعد أن اكتسب نصيباً كبيراً من العلم، صنّف كتباً قيّمة في النحو والسيرة النبوية والتاريخ والشعر.
- شرح منظومة العراقي في غزوات النبي صلّى الله عليه وسلم.
- شرح منظومة السرايا النبوية للعراقي.
- الإصابة في استحباب تعليم النساء الكتابة.[9]
- تاريخ ناحية الزبير.[10]
- تراجم الفضلاء.
- الزهر الملتقط من شعر النبط.